# 沙威
沙威（法語：Javert，法語發音：[ʒavɛʁ]，約1780年-1832年6月7日），是法国作家維克多·雨果所著小說《悲慘世界》中的一名警探。
在小說中，他全心投入於對逃犯尚萬強的追捕，以近乎盲從的態度遵循法律，契而不捨地追捕尚萬強，但都被他逃脫。在革命中，便衣潛入街壘後被識破，尚萬強本可殺死賈維，但卻放走了他。後來，賈維也讓尚萬強逃走。此時，賈維意識到法律程序並不道德。內心的衝突使他無所適從，最後投河自盡。

## 改編描述
- 1998年上映的電影《新悲慘世界》（又譯孤星淚）裡，該角由傑佛·瑞拉許飾演。
- 2000年迷你劇《悲慘世界》裡，該角由約翰·馬克維奇飾演。
- 2012年上映的電影《悲慘世界》裡，該角由羅素·克洛飾演[1]。
- 2018年電視劇《悲慘世界（英语：Les Misérables (British TV series)）》裡，該角由大衛·奧伊羅飾演。

## 外部連結
- IMDb上沙威 （页面存档备份，存于）的資料